# Acer binzayedii
Acer binzayedii є видом квіткових рослин з роду Acer. Його батьківщиною є Халіско й Герреро на заході Мексики. До 2017 року він вважався західною популяцією Acer skutchii. Він має обмежений ареал і вважається перебуває під загрозою зникнення. Цей вид названий на честь президента ОАЕ Мухаммаду бін Заїд Аль Нагаяна.

## Опис
Acer binzayedii — велике дерево, виростає від 20 до 30 метрів у висоту. Цвіте з грудня по січень, плодоносить з березня.

## Середовище проживання
Acer binzayedii походить із гірських хмарних лісів у Сьєрра-де-Манантлан у західному штаті Халіско. Він відомий з двох залишкових популяцій, площею менше двох гектарів, на висоті від 1790 до 1880 метрів. Середня температура 18,5° C. Два хмарних лісових залишки розділені сосново-дубовим лісом.
Зазвичай зустрічається в асоціації з Carpinus tropicalis, Cornus disciflora, Dendropanax arboreus, Ostrya virginiana та Quercus salicifolia. Acer binzayedii чутливий до вогню.